# إيفرغراند
مجموعة إيفرغراند (Evergrande Group) أو مجموعة عقارات إيفرغراند (Evergrande Real Estate Group) المعروفة سابقًا بمجموعة هينقدا (Hengda Group)، هي ثاني أكبر شركة تطوير عقاري من حيث المبيعات في الصين، مما يجعلها تحتل المركز 122 لأكبر مجموعة في العالم من حيث الإيرادات، وذلك فقًا لقائمة فورتشن غلوبال 500 لعام 2021. يقع مقرها في مقاطعة غوانغدونغ جنوب الصين، وتبيع معظم الشقق السكنية لذوي الدخل المرتفع والمتوسط. في عام 2018، أصبحت الشركة العقارية الأكثر قيمة في العالم.
تأسست الشركة القابضة للمجموعة في جزر كايمان. مقرها الرئيسي في مركز هوهاي المالي الممتاز في منطقة نانشان، شنتشن.
في أغسطس 2021، ذكرت صحيفة فاينانشال تايمز أن مجموعة إيفرغراند تواجه عددًا قياسيًا من القضايا المرفوعة من قبل المقاولين في المحاكم الصينية مع تصاعد الضغط على إدارة الشركة لخفض التزاماتها البالغة 300 مليار دولار، بما في ذلك حوالي 100 مليار دولار من الديون.
وفي نوفمبر 2023 أوضح الممثل القانوني لشركة "إيفرغراند" في جلسة استماع بمحكمة هونغ كونغ أن المجموعة ستحاول استخدام أسهم شركتي "تشاينا إيفرغراند نيو إنرجي فيكيل غروب" (China Evergrande New Energy Vehicle Group) و"إيفرغراند بروبرتي سرفيسز غروب" (Evergrande Property Services Group) كمكون رئيسي في أي خطط مقبلة لإعادة هيكلة الديون.
وفي 29 يناير2024 قررت محكمة في هونغ كونغ تصفية مجموعة إيفرغراند الصينية، مما يعني بداية عملية شاقة لتقسيم واحدة من أكبر ضحايا أزمة الديون العقارية التي دامت لسنوات وانتشرت آثارها على مستوى البلاد.وفي مارس 2024 اتهمت الصين شركة إيفرغراند بالاحتيال بقيمة 78 مليار دولار.

## البيانات المالية
| عام  | إيرادات         | صافي الدخل     | الأصول            | القيمة المالية  |
| ---- | --------------- | -------------- | ----------------- | --------------- |
| 2010 | 45,801,401,000  | 8,024,676,000  | 104,452,464,000   | 21,366,225,000  |
| 2011 | 61,918,185,000  | 11,726,593,000 | 179,023,408,000   | 34,130,753,000  |
| 2012 | 65,260,838,000  | 9,181,921,000  | 238,990,551,000   | 41,691,325,000  |
| 2013 | 93,671,780,000  | 12,611,778,000 | 159,950,689,000   | 79,342,634,000  |
| 2014 | 111,398,112,000 | 12,604,053,000 | 206,225,229,000   | 112,378,004,000 |
| 2015 | 133,130,000,000 | 10,460,000,000 | 757,035,000,000   | 142,142,000,000 |
| 2016 | 211,444,000,000 | 5,091,000,000  | 1,350,868,000,000 | 192,532,000,000 |
| 2017 | 311,022,000,000 | 24,372,000,000 | 1,761,752,000,000 | 242,208,000,000 |
| 2018 | 466,196,000,000 | 37,390,000,000 | 1,880,028,000,000 | 308,626,000,000 |
| 2019 | 477,561,000,000 | 17,280,000,000 | 2,206,577,000,000 | 358,537,000,000 |
| 2020 | 507,248,000,000 | 8,076,000,000  | 2,301,159,000,000 | 350,431,000,000 |

## روابط خارجية
- الموقع الرسمي

- - بيانات النشاط التجاري لـ China Evergrande Group: مالية جوجل
  - ياهو! المالية
  - بلومبرج
  -  رويترز